# Escuela Industrial Salesiana San Ramón
Escuela Industrial Salesiana San Ramón de La Serena, es un estableciomiento edcucacional chileno fundado el 31 de mayo de 1900 por los salesianos Juan Gasparolli, Francisco Jano y Justo Pastor González. 
Es parte de la Congregación Salesiana y la escuela está anexada al "Santuario de María Auxiliadora", un templo inaugurado por el Arzobispo de La Serena, Monseñor José María Caro Rodríguez, el 8 de mayo de 1938. Además dispone de la casa de retiro “Villa Don Bosco” en la localidad de El Molle, en la misma región.

## Historia

### Contexto histórico
La Congregación Salesiana se inspira en la obra de San Juan Bosco, cuya misión fueron los jóvenes de clases sociales vulnerables de Italia en época de la Revolución Industrial. Sus obras en favor de la educación de la juventud se expandieron rápidamente por toda Europa y no tardan en cruzar al Atlántico y desembarcar a Sudamérica. Argentina, Brasil, Bolivia y Paraguay son los primeros países latinoamericanos en abrazar las obras de Don Bosco.
Chile también estuvo en el horizonte de este sacerdote, la región de Magallanes y el puerto de Valparaíso aparecen en sus sueños y palabras, las cuales no tardan en hacerse realidad. 
Durante el mandato de Domingo Santa María -presidente masón- se decide abrir las puertas de nuestro país a sacerdotes de esta Congregación en 1885. El trabajo con los jóvenes, la experiencia en el mundo del trabajo y la idea de desarrollar conceptos tan nobles como “Buenos Cristianos y Honestos Ciudadanos” son los que convencen a este presidente de acogerlos.
Sus primeras obras se registran en la Patagonia Chilena, específicamente en Tierra del Fuego, foco donde localiza la Sede de la Inspectoría Provincial de Chile, para proyectarse luego al resto del país.
La expansión salesiana obedece a dos claros intereses, en un sentido la idea de expandir y fortalecer la fe católica en tierras lejanas para contrarrestar la pujanza del liberalismo europeo y, por otra parte, la implementación de escuelas del trabajo a lo largo del país, necesarias en un período en que la industrialización se proyectaba en todo el mundo, las cuales entregan las bases y plataformas de transformación socioeconómica en los niveles de calidad de vida de sus habitantes.

### Los Salesianos en La Serena
La Inspectoría Salesiana en Chile acoge el llamado del monseñor Obispo Florencio Fontecilla para fundar en la ciudad de La Serena, ubicada a 470 km al norte de la capital de la República de Chile, una Escuela de las Artes y Oficios destinada a la población juvenil más desposeída y vulnerable de la ciudad. Así fue que el 31 de mayo de 1900 llegan los tres primeros salesianos desde Sucre a La Serena, ciudad perfumada por sus claveles y papayas. Los sacerdotes a cargo fueron Juan Gasparolli, Francisco Jano y Justo Pastor González.
En honor al Papa de la época León XIII, artífice de la Encíclica Rerun Novarum dictada en plena Revolución Industrial, que perseguía la equidad social, se le otorgó el nombre a esta escuela salesiana. Desde sus inicios está ubicada en la calle Amunátegui número 450, en el sector centro sur de la ciudad, en terrenos que pertenecieron a la Sra. Isabel Varela Varas, quién donó dicha propiedad para construir en ella los cimientos de esta escuela para el bien de la juventud.

### Los inicios del colegio
Los inicios del Colegio León XIII son difíciles debido a razones eminentemente económicas, ya que debían solventar todos los gastos que la educación demanda. Operan solo cinco años, desde 1900 a 1905, con una inscripción que no superan la veintena de alumnos matriculados en los talleres de carpintería y zapatería. Por esto el colegio cierra sus puertas entre los años 1905 a 1910.
A pesar de las primeras vicisitudes, el clamor popular no se hace esperar y el Obispo de La Serena Monseñor Ramón Ángel Jara acogiendo dichos llamados, solicita la reinstalación de la Congregación Salesiana en la ciudad para levantar, ya en forma definitiva, una escuela industrial esencialmente práctica, en las cuales se imparten los talleres de zapatería, carpintería, sastrería y encuadernación.
En honor al Obispo y a su decidido esfuerzo por los salesianos, es que esta escuela lleva en un primer momento el nombre de “Escuela Salesiana del Trabajo San Ramón”, la que posteriormente derivó a “Escuela Industrial Salesiana San Ramón”, nombre oficial con que está inscrita en los registros del Ministerio de Educación. Con este nombre se le conoce hasta la actualidad.

### Actividades paralelas y primeros talleres
Fiel a los postulados de Don Bosco no tan solo se enfatiza lo técnico-profesional, sino que plasman los salesianos las ideas de incorporar un Oratorio, diversas comunidades pastorales de alumnos, padres y apoderados, como también a los profesores, los Sacramentos y servicios a la comunidad, destacando hasta hoy la Banda Don Bosco, fundada el 10 de septiembre de 1901 y el Grupo Scout Lemu Don Bosco, creado el 1º de mayo de 1963, iniciativas que buscan en los jóvenes tal como lo dijo Domingo Savio - uno de los discípulos - Vivir siempre Alegres.
Entre 1910 a 1954, la Escuela Industrial Salesiana San Ramón sólo imparte talleres de artes y oficios para la población. Lo cual obedece a las necesidades de la provincia en aquel entonces, que aunque lleva el rótulo de industrial, su área de formación es más bien del modelo de oficio. Se expande en sus instalaciones físicas, y se funda la casa de retiro Elías Marañón, ubicada en la localidad del El Molle a unos 30 km al oriente de La Serena, en pleno Valle del Elqui para labores pastorales de toda la comunidad salesiana, casa de retiros que hoy lleva el nombre de “Villa Don Bosco”.

### Nacimiento de las especialidades técnicas
La institución da un salto cuantitativo y cualitativo con la creación, en el año 1954, de la especialidad de Mecánica industrial, reflejo atinado de la Inspectoría Provincial y del Director Eugenio Zamboni, de incorporarse al desarrollo industrial del país ya establecido por la política estatales de los gobiernos radicales en que se fomenta la industrialización del país. Decisión no menos alejada de la mirada del expresidente serenense Gabriel González Videla de crear y diseñar en su ciudad natal un plan que aglutinara el concepto de una ciudad moderna, funcional y polo industrial.
Desde 1954 a 1980, la Escuela va incorporando en su proyecto curricular las especialidades de Mecánica Automotriz y Electromecánica, esta última sufre una variación derivando a Electricidad. A la vez se van cerrando las primeras carreras de artes y oficio, dando lugar a modernas especialidades que la contingencia y coyuntura socioeconómica del país y de la región necesitan. Los planes de estudios para esa época se extendían a los cinco años.

### Actualidad
A fines del siglo XX y a inicios del tercer milenio, la Escuela Industrial Salesiana San Ramón, vive una época de desafíos y de transformaciones.
En primer lugar, se inserta de lleno en el proceso de la Reforma a la Educación Chilena con la implementación de la Jornada Escolar Completa, una malla curricular de cuatro niveles, los dos primeros de plan general y los siguientes de la modalidad técnico-profesional, una planta de profesionales no tan solo de los ámbitos educativos, sino ampliado a diversas áreas según los requerimientos de los nuevos tiempos y los alumnos van exigiendo.
En segunda instancia, la dotación del establecimiento, que actualmente supera los 850 alumnos, exige que la dirección busque alianzas estratégicas con entidades de soporte a la educación técnica que apoyen su funcionamiento, tal es el caso de la Fundación Arturo Irarrázaval Correa.
En tercer lugar, la incorporación al mundo de la era digital, con la creación de las especialidades de Electrónica y de Dibujo técnico (cerrada el año 2012), con un fuerte énfasis en lo industrial. Lo anterior se ha visto reflejado en la ampliación y construcción de sofisticados talleres para las especialidades, innovaciones en los recursos, creación de laboratorios de computación, una sala de recursos de aprendizaje, aulas de audiovisuales, zona de deportes y recreación.
Y por último, mantener y mejorar los estándares de calidad educacionales para mantener el Sello de Calidad a la Gestión Escolar, otorgado por Fundación Chile en el 2010 y que convirtió a la Escuela Industrial Salesiana San Ramón en el único establecimiento educacional en poseer este sello vigente en la región.
Las dependencias actuales ya casi no se asemejan a la vieja casona que en el año 1900 acogió a los primeros salesianos. Desde el año 2012, la escuela cuenta con un moderno edificio que acoque a alumnos desde séptimo año básico como lo solicita el Ministerio de Educación en su reforma. Esta construcción que también incluye un gran gimnasio de moderna infraestructura y servicios.
El Centro de Antiguos Alumnos Salesianos "Padre Eugenio Zamboni" es uno de los más antiguos de Chile.

### Especialidades impartidas
- Electrónica
- Electricidad
- Mecánica Automotriz
- Mecánica Industrial

## Bandas musicales
La Banda Don Bosco perteneciente a la Escuela Industrial Salesiana San Ramón de La Serena se fundó en el año 1900 aproximadamente. Luego a mediados de los años 50 tuvo que terminar su funcionamiento por los problemas económicos del la época. 
El 28 de agosto de 1978 se refunda como Banda Lisa (Banda de guerra).Uno de sus primeros instructores fue el maestro Oscar Gallardo quien fue acompañado años después por Cesar Torres Vega, los 2 Ex alumnos de la Banda Don Bosco.
Posteriormente en el año 1999 la Escuela necesita una Banda Instrumental y con la llegada del Reverendo Padre Hugo Saldaño Mella se logra formar una Banda no tan solo de marcialidad sino una Banda de Guerra que tenga conocimientos Musicales.
En el año 2000 se recibe la ayuda de la Inspectoría Salesiana, donando 3 trompetas y 3 Trombones que fueron el comienzo de la Banda Instrumental. Desde el año 2002 se hace el proyecto a Fundación Andes para la compra de nuevos instrumentos y posteriormente la Postulación al Fondo Regional de Bandas y Orquestas Infanto-Juveniles que nos permite tener la actual Banda Instrumental.
Hoy la banda estudiantil está compuesta de alumnos desde el nivel de 7º hasta 4º medio.

### Familias de instrumentos
La Banda Lisa está compuesta por 12 Cajas, 1 Pífanos y 12 Cornetas, ayudadas por los Brigadieres: Tambor Mayor, Pífano Mayor y el Corneta Mayor.
La Banda Instrumental está compuesta por 26 músicos entre ellos Flautín, Clarinetes, Saxos, Cornos, Trompetas, Trombones, Barítonos, Bajo, Lira y Batería.
Desde el año 2007 se detecta la necesidad que un alumno/Músico dirija las Bandas para conciertos, quedando definido el 2008 para desfiles una batuta llevada por el Jefe de Banda. Los cargos son: 
1. Tambor Mayor.
2. Jefe de Pífanos.
3. Corneta Mayor.
4. Jefe de Banda.
5. Comandante.

En el año 2012 se idea un nuevo cargo, quedando la planta institucional de la banda como:
1. Comandante
2. Coordinador Banda Instrumental
3. Coordinador Banda Lisa
4. Tambor Mayor
5. Jefe de Banda
6. Corneta Mayor
7. Jefe de Pífanos

Además de estos cargos la Banda cuenta con monitores para cada familia de instrumentos.
La Banda Don Bosco además de prestar un servicio a la comunidad se ha ganado el corazón de los habitantes de La Serena que se identifican con esta Banda como un icono de la ciudad. La Banda ha tenido un gran crecimiento desde su creación la actualidad, este crecimiento ha llevado a una gran calidad musical entre los alumnos músicos siendo reconocida por su excelencia en los desfiles, retretas y conciertos, esto ha llevado a que en el año 2012 se presentara con el orfeón nacional de carabineros en el marco de su gira por el norte, además de su viaje a la ciudad de San Juan, Argentina en julio de ese mismo año por el Aniversario de la Patria Argentina.
Actualmente la Banda Don Bosco es dirigida por el Padre Hugo Saldaño Mella, Cesar Torres Vega , Rene Torrejón y F.G.U